# La bestia (película de 2023)
La bestia (en francés: La Bête) es una película dramática romántica de ciencia ficción franco-canadiense dirigida por Bertrand Bonello a partir de un guion que coescribió con Guillaume Bréaud y Benjamin Charbit, inspirado libremente en la novela de 1903 de Henry James La bestia en la jungla. Está protagonizada por Léa Seydoux y George MacKay. 
Fue seleccionada para competir por el León de Oro a la mejor película en el Festival Internacional de Cine de Venecia de 2023.

## Sinopsis
En un futuro cercano en el que las emociones se han convertido en una amenaza, Gabrielle decide finalmente purificar su ADN en una máquina que la sumergirá en sus vidas pasadas y la librará de todo sentimiento fuerte. Entonces conoce a Louis y siente una poderosa conexión, como si siempre le hubiera conocido. La historia se desarrolla en tres periodos distintos: 1910, 2014 y 2044.

## Reparto
- Léa Seydoux como Gabrielle
- George Mackay como Louis
- Elina Löwensohn como la médium
- Guslagie Malanda como Poupée Kelly
- Weronika Szawarska como Verónica

## Recepción

### Premios y nominaciones
| Año  | Premio / Festival de Cine                 | Categoría   | Destinatarios    | Resultado | Ref(s) |
| ---- | ----------------------------------------- | ----------- | ---------------- | --------- | ------ |
| 2023 | Festival Internacional de Cine de Venecia | Leon de Oro | Bertrand Bonello | Pendiente | [ 2 ]  |